# Kongelig Hof Apotek
Kongelig Hof Apotek er et apotek, som ligger på Store Kongensgade 45 i det centrale København, Danmark.

## Historie
Apoteket blev etableret af Johan Gottfried Becker den 15. maj 1669. Det åbnede i Købmagergade den 21. marts 1780 og blev oprindeligt kaldt Elephant Apotek. Becker var vendt hjem året før, for at kunne fungere som hofapoteker for Frederik 3.
I 1708 overdrog Becker apoteket til sin søn, Gottfried Becker, der overtog rollen som hofapoteker i 1712. Apoteket blev fuldstændigt ødelagt ved Københavns brand 1728. Det blev midlertidigt flyttet til Amagertorv indtil en ekstravagant ny bygning var blevet opført på brandtomten. Apoteket genåbnede den 15. april 1737.
Gottfried Beckers enke, Johanne Henrice (født Nørck) overtog i 1750 og drev det frem til 1756, hvor hun gav det videre til deres søn Johan Gottfried Becker. Hans søn, Gottfried Becker, var ejer fra 1802.
Gotfried Beckers søn, Johan Gotfried Burman Becker, solgte apoteket til Lauritz Ørnstrup i december 1845. I 1850 flyttede Ørnstrup apoteket til en ny bygning i Store Kongensgade 25. Hans enke, Emilie Marie Chritine Ørnstrup født Muus, var ejer fra hans død og frem til 1881.
Apoteket flyttede til den nuværende lokation i Store Kongensgade 45 i 1970.

## Ejere
- 15. maj 1669 - 1708 Johann Gottfried Becker
- 1708 - 19. februar 1750 Gotfried Becker
- 17.marts 1750 - 10. december 1756 Johannes Heinrice Becker, født Nørck
- 22. oktober 1756 - 20. april 1790 Johan Gotfried Becker
- 15. februar 1792 - 31. marts 1844 Gottfried Becker
- 24. april 1844 - 31. december 1845 Johann Gottfried Burman Becker
- 23. december 1845 - 15. december 1863 Lauritz Ørnstrup
- 15. december 1863 - 31. marts 1881 Emilie Marie Christine Ørnstrup, født Muus
- 6. april 1881 - 1. marts 1888 Johan Martin Peter Ibsen